# 陈思义
陈思义（1902年—1983年3月3日），男，江苏崇明（今上海崇明）人，中国药学家，教育家。
1915年入崇明中学。1919年考入南京高等师范学校，1920年南京高师改为东南大学，1923年毕业国立东南大学化学系，获学士学位。毕业后留校任教。1925年赴美入读芝加哥大学生理化学系，不久转威斯康星大学专攻药学，1927年获博士学位，是第一个在美国获得药学博士学位的中国人。之后受聘于美国登佛化学制药公司，后回到中国。1931年，执教上海中法大学。1936年，在南京参与筹建国立药学专科学校（今中国药科大学），建成中国第一所独立的药学专科学校，初任教务主任，继任校长。1945年任职重庆卫生局，主管药政。1947年，受聘于华西大学，主授药学。1949年后，国立药专先后改为华东药学院、南京药学院、中国药科大学，任药剂系主任。1952年，完成药学专著《实用药剂学》。1962年主持编写高等药学院校教材《药剂学》。1963年任南京药物研究所药剂研究室主任。1983年3月3日在南京逝世。